# Erin Nayler
Erin Nicole Nayler (* 17. April 1992 in Auckland) ist eine neuseeländische Fußballtorhüterin und Rekordtorhüterin der A-Nationalmannschaft. Sie ist seit dem 1. Juli 2024 vereinslos und gehörte zuletzt von August 2023 bis Juni 2024 dem FC Bayern München an.

## Karriere

### Vereine
Nayler spielte für mehrere neuseeländische Vereine, bevor sie im Mai 2016 zum NWSL-Teilnehmer Sky Blue FC wechselte, diesen nach wenigen Wochen ohne Pflichtspieleinsatz jedoch verließ. Noch im selben Jahr verpflichtete sie der französische Abonnementsmeister Olympique Lyon als dritte Torhüterin hinter Sarah Bouhaddi und Méline Gérard. Ohne Pflichtspieleinsatz geblieben, wurde sie über ein Leihgeschäft mit der Frauenfußballabteilung von Grenoble Foot an diesen Verein abgegeben. Für den Zweitligisten bestritt sie zehn Punktspiele, ihr letztes am 28. Mai 2017 (22. Spieltag) beim 3:1-Sieg im Auswärtsspiel gegen die Frauenfußballabteilung von Clermont Foot. Zudem wurde sie am 27. Januar 2017 im Sechzehntelfinale bei der 0:5-Pokalniederlage im Auswärtsspiel gegen Olympique Lyon eingesetzt.
Zur Saison 2017/18 wurde sie vom Erstligisten Girondins Bordeaux verpflichtet, für den sie bis zum achten Spieltag der Saison 2019/20 42 Punktspiele bestritt.
Zur Saison 2020/21 wurde sie vom englischen Erstligisten FC Reading verpflichtet. Ihr einziges Pflichtspiel bestritt sie im Wettbewerb um den WSL Cup bei der 0:3-Niederlage gegen West Ham United am 4. November 2020.
Zur Spielzeit 2022 wechselte sie zum schwedischen Erstligisten Umeå IK. Mit dem Abstieg in die Elitettan am Ende der Spielzeit, wechselte sie im Dezember zum Aufsteiger IFK Norrköping.
Zur Saison 2023/24 wurde sie vom Bundesligisten FC Bayern München verpflichtet, um den verletzungsbedingten Ausfall von Cecilía Rán Rúnarsdóttir zu kompensieren. Ihr Debüt für den Verein gab sie am 12. Mai 2024 (21. Spieltag) beim 4:0-Sieg im Bundesliga-Heimspiel gegen den 1. FC Nürnberg mit Einwechslung für Maria Luisa Grohs in der 80. Minute. Vor ihrem einzigen und zehnminütigem Einsatz wurde sie vom Verein verabschiedet.

### Nationalmannschaft
Nayler spielt seit dem Alter von zehn Jahren als Torhüterin. Im Jahr 2010 nahm sie mit der U20-Nationalmannschaft an der Weltmeisterschaft in Deutschland teil, bestritt alle Spiele der Gruppe B, musste acht Gegentore hinnehmen und schied mit ihrer Mannschaft als Gruppenletzter aus dem Turnier aus.
Ein Jahr später nahm sie als dritte Torhüterin ohne zuvor ein A-Länderspiel bestritten zu haben an der WM in Deutschland teil, wurde jedoch nicht eingesetzt. Ohne einen Sieg schied Neuseeland nach der Vorrunde aus. Im April 2012 gewann sie mit der U20-Mannschaft die Ozeanienmeisterschaft in ihrer Heimat. Nayler wurde in zwei von drei Spielen eingesetzt und musste dabei nur beim 10:1-Sieg über Neukaledonien ein Gegentor hinnehmen. Neuseeland qualifizierte sich damit für die Weltmeisterschaft 2012 in Japan. Für das olympische Fußballturnier 2012 in London für das nur zwei Torhüterinnen nominiert werden durften, wurde sie nur als Spielerin auf Abruf berücksichtigt. Stattdessen nahm sie wenige Tage danach an der U20-WM teil und wurde in den drei Spielen eingesetzt. Neuseeland konnte nur das erste Gruppenspiel gegen die Schweiz gewinnen. Nach einem 2:2 gegen Gastgeber Japan und einem 0:4 gegen die Mexikanerinnen schied Neuseeland als Gruppendritter aus.
Im März 2013 nahm sie dann mit der A-Nationalmannschaft am Turnier um den Zypern-Cup 2013 teil und kam im Spiel gegen Italien am 8. März zu ihrem ersten Einsatz in der A-Nationalmannschaft. Danach wurde sie Stammtorhüterin der Neuseeländerinnen und Nachfolgerin von Jenny Bindon, die am 13. Juni 2013 ihr letztes Länderspiel bestritt und Anfang 2014 ihr Karriereende bekannt gab.
Im Turnier um die Ozeanienmeisterschaft 2014, in dem sie kein Gegentor hinnehmen musste und ihre Mitspielerinnen 30 Tore erzielte, qualifizierte sie sich mit A-Nationalmannschaft für die Weltmeisterschaft 2015 in Kanada. Am 14. Mai 2015 wurde sie in den WM-Kader berufen. Dort kam sie in allen drei Vorrundenspielen über 90 min zum Einsatz und wurde im Spiel gegen den Gastgeber Kanada als „Spielerin der Partie“ ausgezeichnet. Die Neuseeländerinnen schieden jedoch nach der Vorrunde aus dem Wettbewerb aus. Auch für das olympische Fußballturnier 2016 in Brasilien wurde sie nominiert. Nach drei Spielen in der Gruppe G schied sie mit ihrer Mannschaft als schlechtester Gruppendritter aus dem Turnier aus.
Im Turnier um die Ozeanienmeisterschaft 2018 wurde sie in drei Spielen eingesetzt und blieb dabei ohne Gegentor. Als Turniersieger qualifizierten sich die Neuseeländerinnen für die WM 2019 und die Olympischen Spiele 2020.
Für die in Frankreich ausgetragene Weltmeisterschaft 2019 gehörte sie zum Kader an, wurde in allen drei Spielen der Gruppe E eingesetzt, in der sie mit ihrer Mannschaft ohne Punktgewinn aus dem Turnier ausschieden.
Dies widerfuhr ihr und ihre Mannschaft auch in dem aufgrund der COVID-19-Pandemie um ein Jahr verschobenen olympischen Fußballturnier 2020 in Tokio, wobei sie in zwei von drei Spielen der Gruppe G zum Einsatz kam.
Am 6. September 2022 löste sie beim 2:1-Sieg gegen die Philippinen mit ihrem 78. Länderspiel Jenny Bindon als neuseeländische Rekordtorhüterin ab.
Am 30. Juni 2023 gehörte sie dem Kader für die Weltmeisterschaft 2023 an, kam jedoch nicht zum Einsatz und schied mit ihrer Mannschaft nach der Vorrunde aus.

## Erfolge
- Ozeanienmeister 2014, 2018
- U20-Ozeanienmeister 2012
- Deutscher Meister 2024 (mit dem FC Bayern München)